# Société anonyme du Charbonnage de Lonette

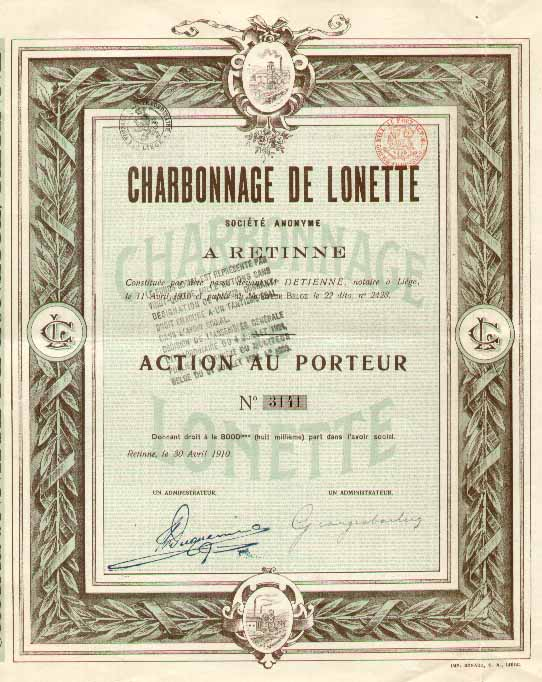
Een aandeel van de maatschappij

De Société anonyme du Charbonnage de Lonette is een voormalig steenkoolwinningsbedrijf in het Luiks steenkoolbekken, dat zijn hoofdzetel had in Retinne, terwijl de concessie zich ook uitstrekte over het grondgebied van Fléron en Queue-du-Bois.
De concessie werd ingesloten door die van de Société anonyme des Charbonnages des Quatre-Jean in het noorden, van de Société anonyme des Charbonnages de Wérister in het westen, en van de Société anonyme des Charbonnages du Hasard in het zuiden en oosten. De steenkool werd afgevoerd met behulp van spoorlijn 38.
Het mijnbedrijf werd omstreeks 1830 opgericht en het werd beëindigd in 1933.
Van de mijninstallaties is weinig overgebleven: de terril is gesaneerd; het vroegere kantoorgebouw is opgedeeld in woningen; er is nog een electriciteitscabine en de kleedruimten zijn omgevormd in garages. In 2019 is de schacht opgevuld en het terrein is klaargemaakt om huizen op te bouwen. 

Afbeeldingen
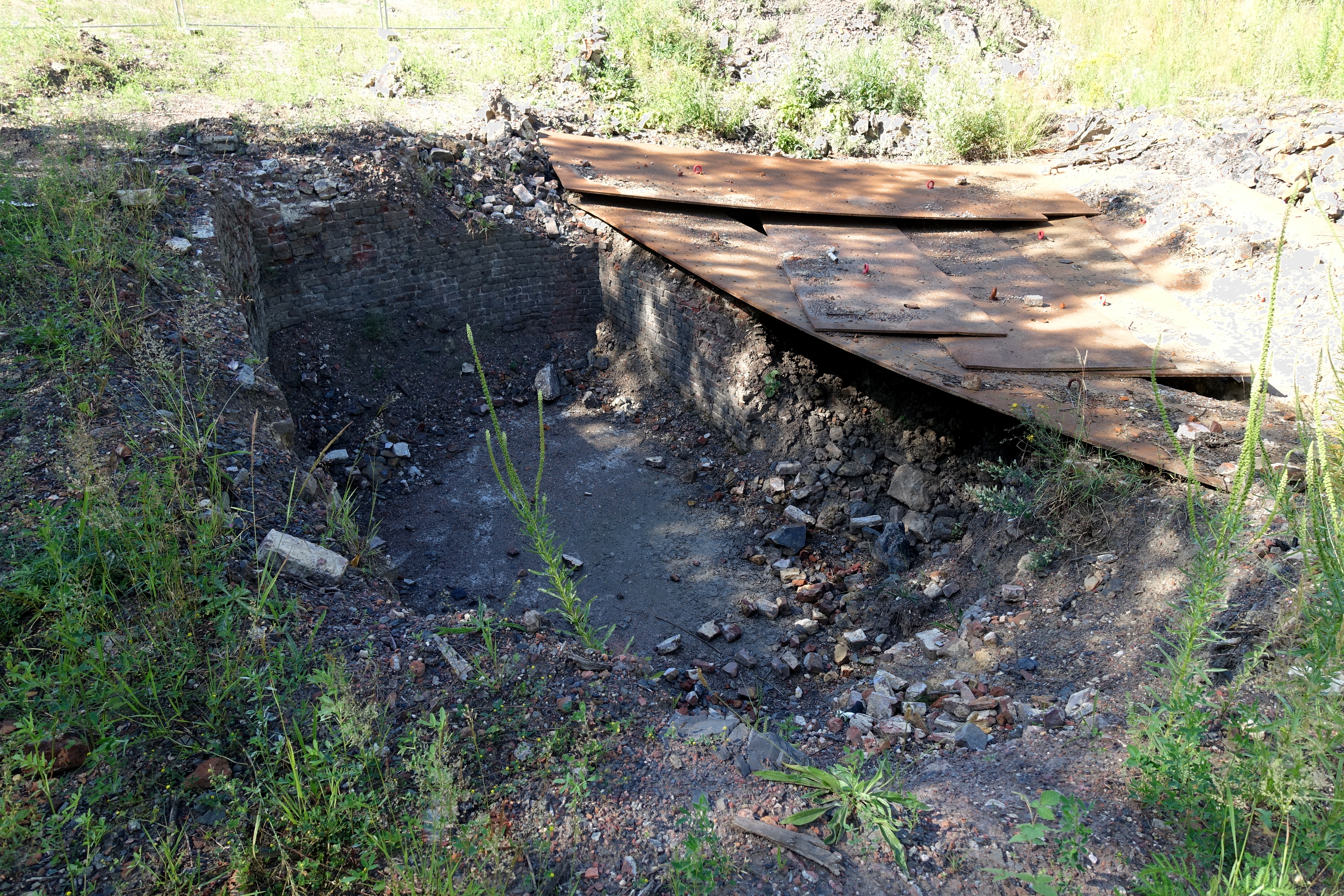
De oude schacht in 2019
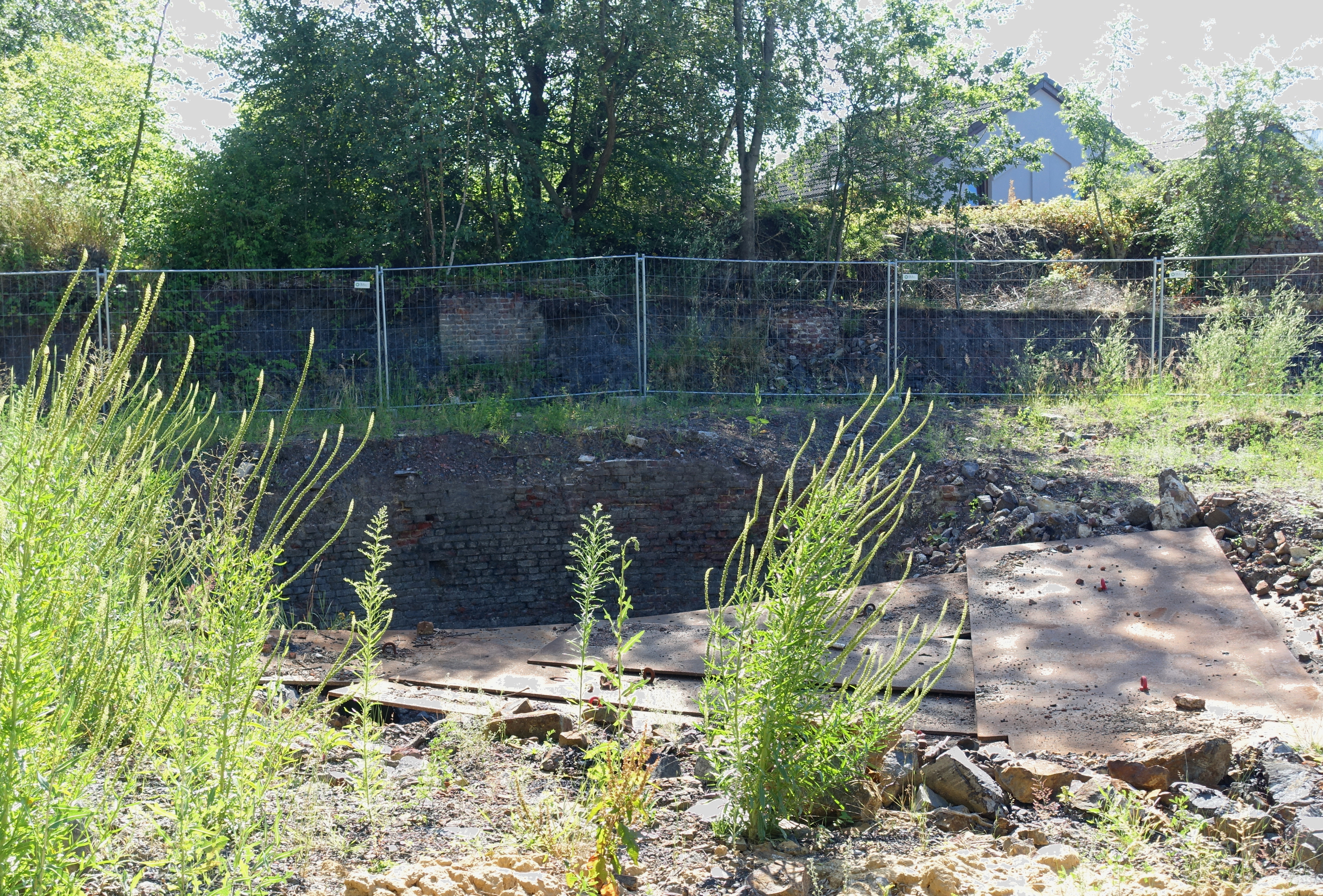
De oude schacht tijdens het opvullen in 2019
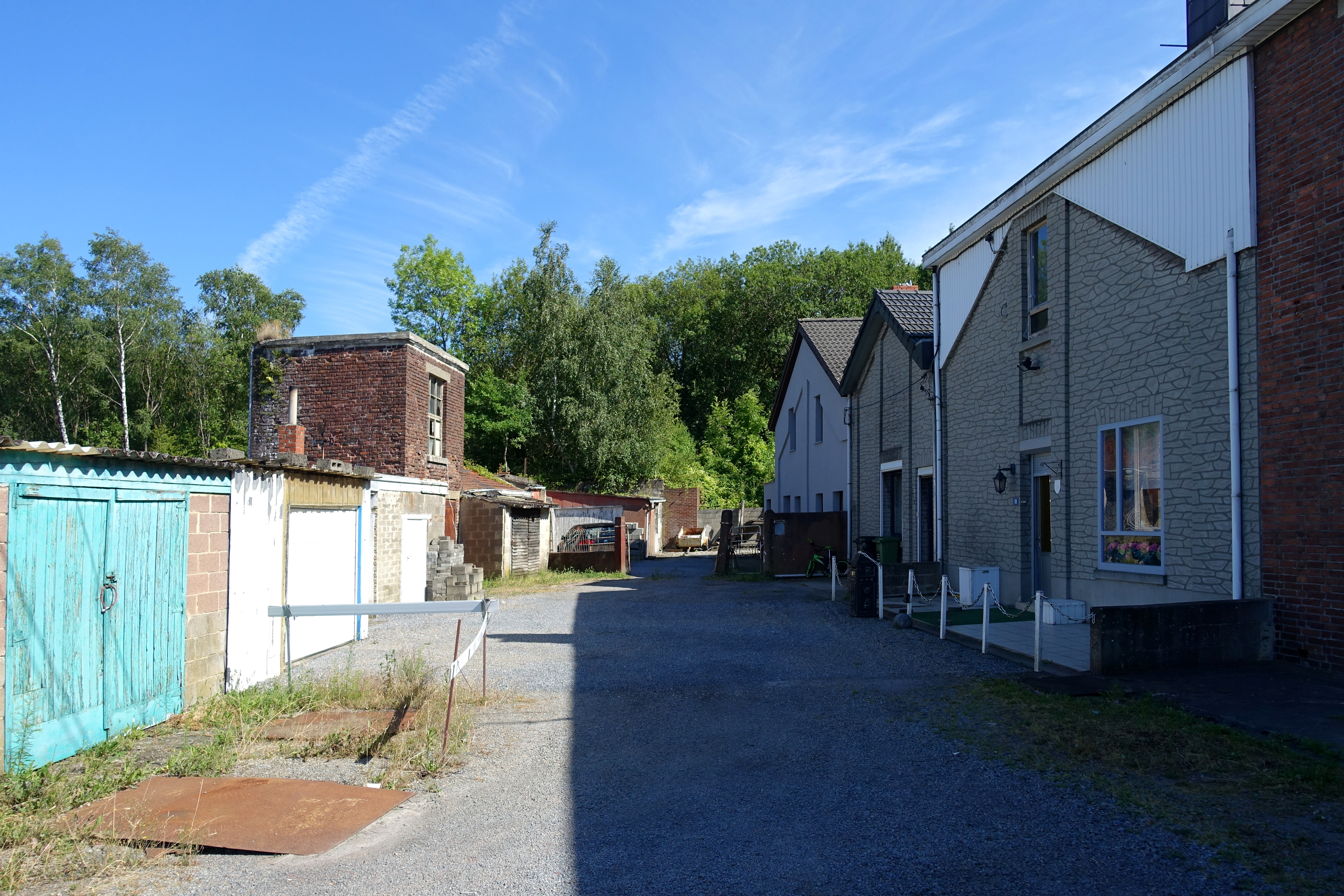
Oude gebouwen van de Charbonnage
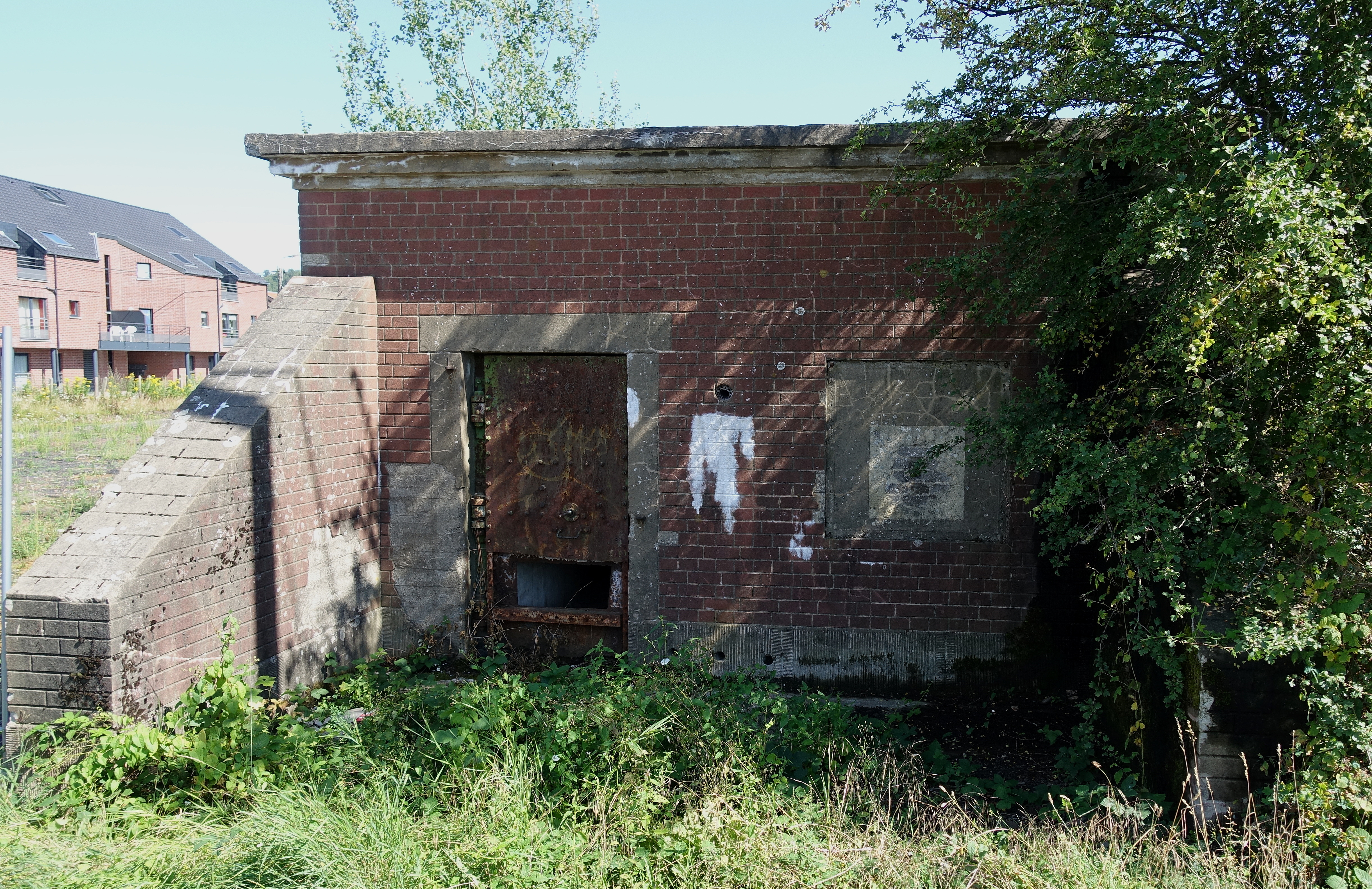
Oud gebouw bij de vroegere kolenmijn, gebouwd in jaren '30 als versterkte telefooncentrale (CTF-10) deel uit makend van de PFL2 verdedigingslinie voor de stad Luik.